# Hans Zettelmeyer
Hans Zettelmeyer (* 24. Mai 1900 in Köln; † 1974) war ein deutscher Jurist, nationalsozialistischer Landrat und bundesdeutscher Ministerialrat.

## Leben und Wirken
Nach dem Besuch des Katholischen Gymnasiums in Köln studierte er ab 1924 Rechts- und Sprachwissenschaften an den Universitäten Köln und Bonn. Er war Mitglied der katholischen Studentenverbindung KStV Winfridia Köln im KV. 1924 legte er die erste juristische Staatsprüfung ab und war ab 1926 Regierungsreferendar. 1929 wurde er zum Regierungsassessor und zum Vertreter des Landrats von Ratibor ernannt.
1925 war er der Zentrumspartei und am 1. August 1935 der NSDAP beigetreten.
Im nationalsozialistischen Deutschen Reich wurde er 1934 Vertreter des Landrats in Arnsberg und 1936 zum Regierungsrat ernannt. Als solcher war er bis 1939 bei der Regierung in Potsdam tätig. Im Mai 1939 wurde er kommissarisch als Landrat im Landkreis Warnsdorf im Reichsgau Sudetenland eingesetzt. Nach dem deutschen Überfall auf Polen im September 1939 wurde er erst zum Landkommissar und am 1. Januar 1940 zum Kreishauptmann in Starachowice ernannt und blieb bis 1945 im Amt. Im Entnazifizierungsverfahren 1945 wurde er in die Kategorie V (Entlastete) eingeordnet und wurde daraufhin 1951 in das Bundesministerium für gesamtdeutsche Fragen aufgenommen und stieg dort bis zum Ministerialrat auf. 1965 trat er in den Ruhestand.